# Martinus Houttuyn

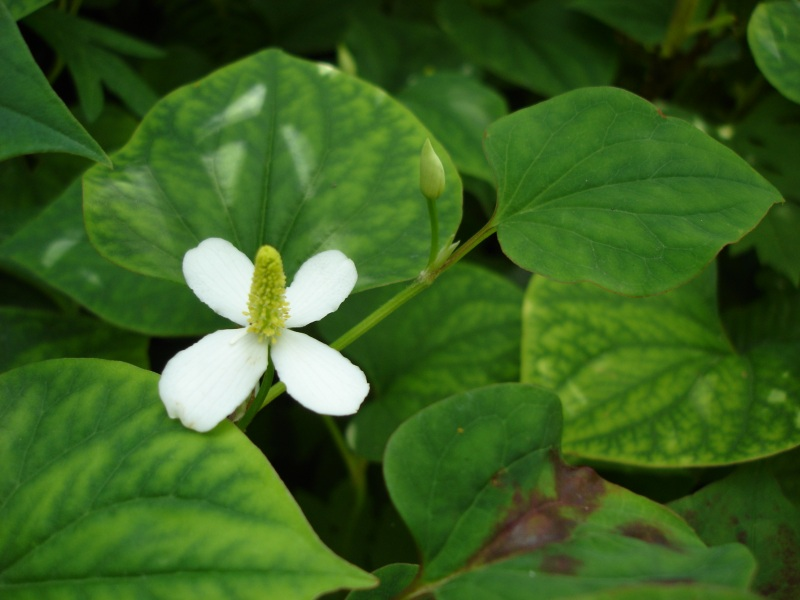
Houttuynia cordata

Maarten Houttuyn (Martin o Martinus) Willem Houttuyn (Hoorn, 1720, - Ámsterdam, 2 de mayo de 1798) fue un médico y naturalista neerlandés.
Estudia medicina en Leiden. En 1753, se instala en Ámsterdam donde funda una empresa de edición.
Prepara de 1761 a 1785, su Natuurlijke Historie of uitvoerige Beschrÿving der Dieren, Planten en Mineraalen, volgens het Samenstel van der Heer Linnaeus, con treinta y tres vols., 8 600 pp. y 125 ilustraciones, siendo presentado como una simple traducción de las obras de Linneo, siendo verdaderamente una valiosa obra.
Poseyó cuartos de maravillas, reuniendo muchas colecciones de sus compatriotas. Sus colecciones se venden en 1787 y en 1789.

## Honores

### Epónimos
Se lo conmemora con el género botánico Houttuynia, familia Saururaceae de China y Japan.

## Abreviatura (zoología)
La abreviatura Houttuyn  se emplea para indicar a Martinus Houttuyn como autoridad en la descripción y taxonomía en zoología.